# Sonata para piano (Liszt)

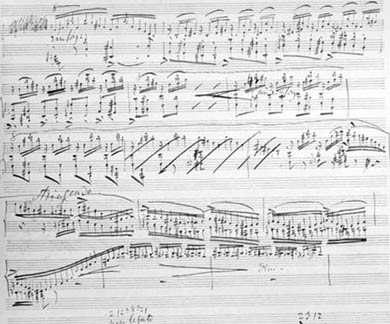
Uma das páginas do manuscrito original da Sonata em si menor.

A Sonata para piano em si menor, S.178, é uma composição musical para piano solo escrita por Franz Liszt. É considerada uma das obras mais dificeis de se executar em todo o repertório pianístico, e tambem é muito longa com algo em torno de 30 minutos de duração. Esta sonata é uma obra extremamente complexa e bonita, sendo considerada a obra chave do romantismo de Franz Liszt. Um destaque é que essa obra foi dedicada a Robert Schumman tambem grande pianista e compositor.